# Bernardino Fungai
Bernardino Fungai (Sienne, 1460  - Sienne 1516) est un peintre italien de la haute Renaissance de l'école siennoise.

## Biographie
Bernardino Fungai étudie probablement dans les ateliers des maîtres de la ville de Sienne car il est noté premier apprenti d'un peintre de la ville en 1482 pour les fresques monochromes de la coupole du dôme de Sienne et l'une de ses œuvres signée et datée de 1512 se trouve dans une église de la ville.
Il peint également des scènes narratives sur des cassone (coffres de mariage décorés) et il est spécialiste de  la peinture à l'or (panneau de coffre de la Magnanimité de Scipio Africanus).
En 1494, il est commissionné pour des bannières or et azur, et 5 ans plus tard, il peint le buffet d'orgue de la cathédrale.
Il a collaboré à plusieurs œuvres avec Francesco di Giorgio Martini (retable de Tancredi).

## Œuvres
- Vierge à l'Enfant, musée des beaux-arts de Chambéry
- Vierge à l'Enfant (1480), Getty Center
- Le Sacrifice d'Issac
- Saint Clément frappant la roche sous l'agneau divin
- Histoires de la vie de  Scipion l'Africain, dispersés entre plusieurs collections privées
- Retable du sanctuaire Sainte-Catherine-de-Sienne, Sienne.
- La Conversion de saint Clément, musée des beaux arts de Strasbourg
- Le Martyre de saint Clément, v. 1500, tempera et huile avec or sur peuplier, 42 × 63 cm, York City Art gallery[1]

## Sources
- Notice biographique du Getty Center